# Русское единство
Ру́сское еди́нство (укр. Руська єдність) — украинская русская националистическая политическая партия и одноимённое общекрымское общественно-политическое движение, основанное в 2008 году. В 2014 году лидер партии Сергей Аксёнов сыграл важную роль в аннексии Крыма Россией, за что деятельность «Русского единства» была запрещена властями Украины. После аннексии Крыма слилась с партией «Единая Россия».

## История
Партия была основана в 2008 году под названием «Авангард». Лидером партии был Максим Коваленко. С августа 2010 года партия стала именоваться «Русское единство», а возглавил её Сергей Аксёнов. На выборах в Верховный Совет Крыма в 2010 году партия набрала 4,02 % голосов, заняв пятое место. В результате «Русское единство» получило 3 мандата из 100.
Представитель партии Константин Рубаненко был избран городским главой Бахчисарая. Три места получила партия в Симферопольском городском совете.
На украинских парламентских выборах 2012 года партия выставляла кандидатов в четырёх избирательных округах — Александра Спиридонова, Сергея Аксёнова, Сергея Шувайникова и Михаила Макеева, но ни одному не удалось одержать победу.
27 февраля 2014 года, уже после начала вторжения Российских войск на территорию Крымского полуострова, лидер «Русского единства» Сергей Аксёнов по решению Верховного Совета Крыма, возглавил правительство Автономной Республики Крым и впоследствии сыграл важную роль в аннексии Крыма Россией.
30 апреля 2014 года решением окружного административного суда Киева деятельность партии была запрещена на Украине, в связи с чем партия самораспустилась. 4 сентября 2014 года киевский апелляционный окружной административный суд отклонил апелляцию партии «Русское единство» и оставил в силе решение суда первой инстанции о запрете её деятельности.
21 ноября 2014 года бывшие члены партии — граждане России зарегистрировали межрегиональную общественную организацию «Русское единство».